# Poteau (Belgique)
Pour les articles homonymes, voir Poteau (homonymie).
Poteau (Potea en wallon) est un village de la commune belge de Vielsalm située en Région wallonne dans la province de Luxembourg. Avant la fusion des communes de 1977, il faisait partie de la commune de Petit-Thier.

## Géographie
Poteau se trouve à l’extrême est de la commune, à proximité des communes germanophones d’Amblève et Saint-Vith.
Il faisait jadis partie de la frontière avec la Prusse et marque encore aujourd’hui la frontière entre les langues wallonnes et germaniques.
Pour faciliter le contrôle de la frontière, Meiz faisait entièrement partie du Reich allemand depuis 1941 : la frontière imposée unilateralement s'y écartait de la frontière d'avant 1919.
C’est à Poteau que prend source la Salm proprement dite qui va se jeter dans le Glain (ce qu’on appelle aujourd’hui la Salm) à Vielsalm.
L'ancienne ligne ferroviaire 47A passait à Poteau. Aujourd'hui, à Poteau c'est une voie du réseau RAVeL.

## Musée
Poteau abrite le Ardennen Poteau ’44 Museum, musée d’histoire militaire sur la Bataille des Ardennes dans la Région de Saint-Vith–Vielsalm. Il est fermé depuis début 2015